# Повінь у Центральній Європі (2010)

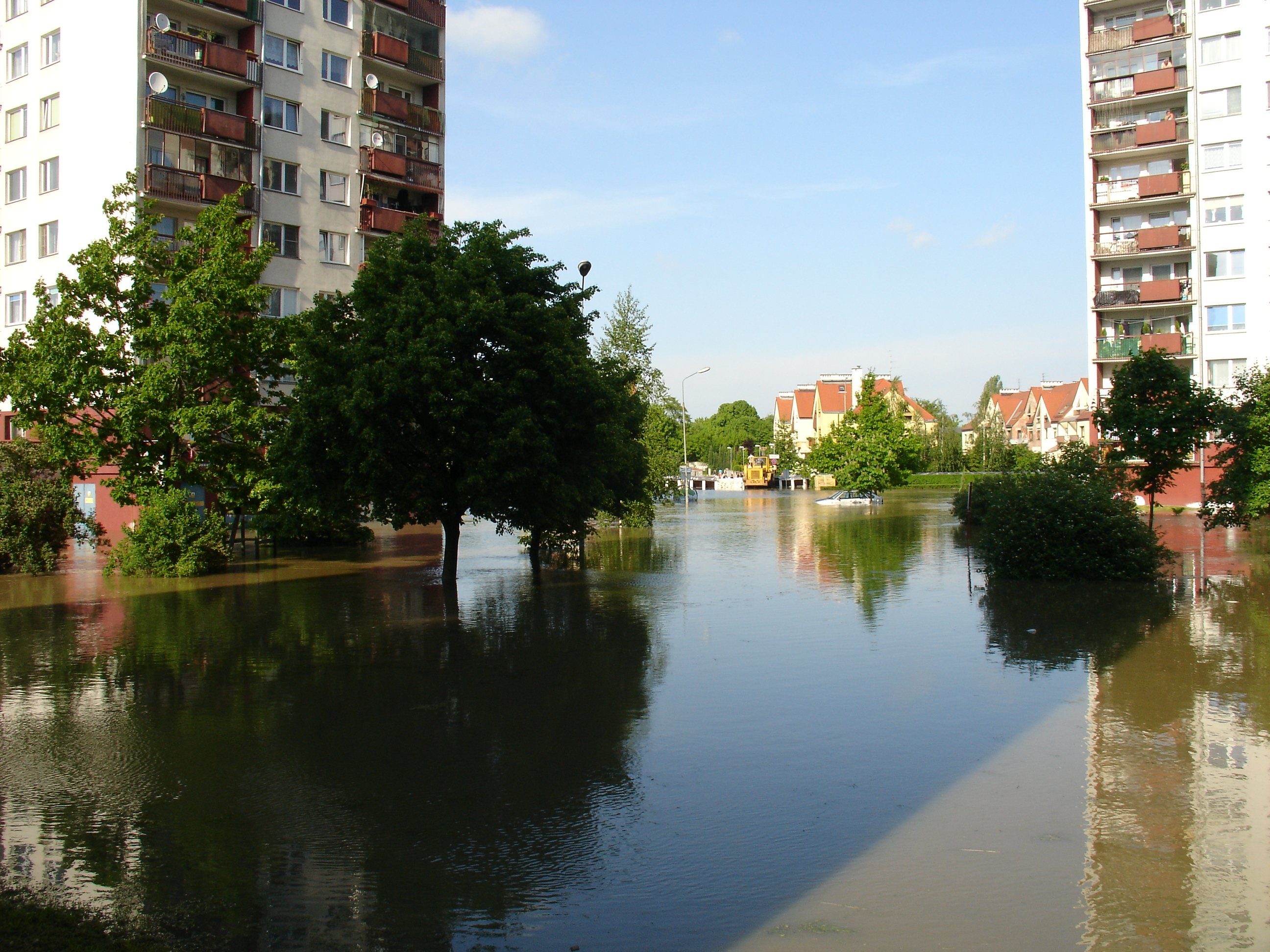
Вроцлав, район Козанув 22 травня 2010

Повінь, що виникла в низці країн Центральної Європи в середині травня 2010 року, стала наслідком тривалих дощів у регіоні, що почалися в ніч з 15 на 16 травня 2010 року. Повінь зачепила такі країни, як Польща, Чехія, Словаччина, Угорщина, Україна, а також Австрія та Сербія.

## Польща
У Польщі повінь завдала найбільших збитків, вдаривши по південних та західних землях. 18 травня рівень води у Віслі в районі Кракова піднявся на 80 сантиметрів вище, ніж це було під час повені 1997 року, а вже 20 травня прем'єр-міністр Дональд Туск заявив, що рівень води у річці є найбільшим за останні 160 років (7,75 метра при тому, що берегові укріплення розраховані на 8).
За 100 км від Варшави прорвало дамбу, через що було затоплено 18 населених пунктів. Евакуйовано понад 3,5 тисячі осіб. Загинуло 22 осіб
МНС України відправило до Польщі рятувальний загін з 27 осіб, а також 9 одиниць техніки, в тому числі насоси високої потужності.

## Сербія
Вода вийшла з берегів річок на півдні країни в общині Трґовіште. В районі зникла електроенергія та питна вода, перестав працювати телефонний зв'язок. Евакуйовано 300 осіб. Загинуло 2 особи.

## Угорщина
Опади в Угорщині набрали рекордного обсягу з 1906 року: 150 л води/м² упродовж трьох днів. Найгіршою ситуація склалась на півночі та сході країни, де було оголошено стан стихійного лиха. Евакуйовано 2 тисячі осіб з Сентендре, Комарома, Естерґома, Пешта та Веспрема. Також було перекрито автостраду на півдні країни та міжнародний зв'язок зі Словаччиною на півночі. Загинуло 2 особи.

## Чехія
В Чехії найбільше постарждала Моравія, де в кількох містах було оголошено надзвичайний стан Загинула 69 річна пенсіонерка з міста Тржінець.

## Словаччина
Словаччину повінь найбільше зачепила схід та південь країни, трохи менше північ. Вода затопила трасу з Кошиць на Угорщину. Загинув 62-річний чоловік з місцевості Нітрянське-Сучани на сході країни.

## Німеччина
22 травня у німецькій замлі Бранденбург було проголошено 1-ий рівень загрози повені (річки Одра, Нейсе), невдовзі рівень загрози було підвищено до максимального 4-ого. Максимум рівня води очікується на кінець травня 2010. На 28 травня великих збитів від повені ще не було, оскільки модернізовані після повені 1997 року дамби витримують натиск води.

## Україна
В Україні повінь зачепила частково Львівську та Івано-Франківську, а найбільше Закарпатську області: станом на 21 травня в останній було підтоплено 20 сіл, 260 господарств, 1850 га земель. Спочатку затопило Ужгородський, Іршавський та Перечинський райони, а у вівторок ще й Мукачівський.
Повінь 2010 року називають найбільшою у низинних районах Закарпаття з 1980-х років. Причиною стали як потужні опади (60 мм за майже дві доби), так і забруднені водовідводи. Тож повінь спричинили не річки, а саме водовідводи.

## Загиблі
| Країна     | Кількість |
| ---------- | --------- |
| Польща     | 22        |
| Сербія     | 2         |
| Угорщина   | 2         |
| Словаччина | 1         |
| Чехія      | 1         |
| Разом      | 28        |